# Paris-Est
Paris–Est (česky doslovně Paříž východ) je železniční stanice v Paříži. Hlavová stanice se nachází v 10. obvodu na Place du 11 novembre 1918 v blízkosti stanice Paris-Nord. Architektem nádražní budovy, která je zapsaná na seznamu historických památek, je François-Alexandre Duquesney. Jeho průčelí uzavírá Boulevard de Strasbourg. Se 34 milióny cestujících za rok je pátým největším nádražím v Paříži.

## Historie
Nádraží bylo otevřeno 5. července 1849 pro Compagnie du chemin de fer de Paris à Strasbourg (Železniční společnost z Paříže do Štrasburku) pod názvem Embarcardère de Strasbourg (Štrasburské nástupiště). Stavební práce byly zahájeny v roce 1847 a dokončeny roku 1850. Poté, co byla otevřena trať do Mylhúz a koncesi získala Compagnie des chemins de fer de l'Est (Východní železniční společnost), dostala stanice v roce 1854 svůj dnešní název. V letech 1885 a 1900 bylo nádraží významně přestavěno. Poslední rozšíření proběhlo v letech 1926-1931 a při něm získala budova dnešní podobu.
Protože byly z této stanice vypravovány vlaky na východ Francie, stalo se významným místem mobilizace v letech 1914 a 1939. V hale se nachází monumentální malba Le Départ des poilus, août 1914 (Odjezd vojáků, srpen 1914), kterou v roce 1926 vytvořil americký malíř Albert Herter.
Budova nádraží, především její fasáda, střechy a příjezdová a odjezdová hala je od roku 1984 chráněna jako historická památka.
V roce 2008 byla dokončena renovace nádražní budovy i stejnojmenné stanice metra v souvislosti s vybudováním vysokorychlostní železniční tratě.

## Rozvoj
Na roky 2013-2015 se plánovala realizace rychlostní železnice CDG Express, která by během 20 minut spojila nádraží s letištěm Charlese de Gaulla. Při této příležitosti se rovněž plánovalo propojení nádraží Est se sousedním nádražím Nord přes podzemní stanici Magenta podzemním tunelem pro pěší, čímž by vznikl rozsáhlý dopravní uzel. Tento tunel by byl prodloužením stávající podzemní chodby do stanice metra Château-Landon, jejíž vchody jsou umístěny v zadní části nástupišť. Prodloužením pod ulicí Rue La Fayette by došlo k napojení stanice Magenta, která slouží lince RER E. Chybí prorazit jen 50-80 m mezi nástupištěm 1 na Gare de l'Est a výstupem na ulici Rue de l'Aqueduc stanice Magenta, avšak v podzemí se nachází kanalizace a kanál Ourcq, což práce komplikovalo. Proto Pařížská rada preferovala vytvořit jiný vstup na křižovatce ulic Rue d'Alsace a Rue La Fayette. Druhým projektem bylo propojení nádraží nadzemní cestou po střeše budovy. Město by zde poté vybudovalo visutou zahradu.

## Spojení
Z nádraží vyjíždějí vlaky do zahraničí: Lucembursko, jižní Německo, Švýcarsko a Rakousko, do střední Evropy (Budapešť, Bukurešť) a od roku 2010 i do východní Evropy (Minsk - Moskva).
Od roku 2007 spojuje trať TGV Paříž s městy Štrasburk, Karlsruhe, Stuttgart, Ulm, Augsburg a Mnichov a dále Metz, Mylhúzy, Basilej, Curych a Chur. Vlaky ICE jezdí do Saarbrückenu, Kaiserslauternu, Mannheimu a Frankfurtu nad Mohanem. Noční spoje jezdí do Hannoveru, Berlína, Brém, Hamburku, Mnichova a Innsbrucku.
Do východních regionů Francie (Champagne-Ardenne, Franche-Comté, Lotrinsko a Alsasko).
Kromě toho slouží jako konečná stanice regionálních vlaků TER Champagne-Ardenne.
Některé příměstské linky byly v roce 1999 převedeny na RER E, která vede přes podzemní stanici Magenta. Na předměstí proto jezdí pouze linka Transilien P:
- severní větev:
  - Meaux
  - Château-Thierry
  - Meaux - La Ferté-Milon
  - Esbly - Crécy-la-Chapelle
- jižní větev:
  - Coulommiers
  - Provins přes Verneuil-l'Étang a Longueville

Na stejnojmenné stanici pařížského metra je možné přestoupit na linky 4, 5 a 7.

## Zajímavosti
Z tohoto nádraží byl vypravován známý Orient expres do Konstantinopole, který poprvé vyjel 4. října 1883.
Nádraží se objevilo jako kulisa v několika francouzských filmech, např. Velký flám, Velký šéf nebo Amélie z Montmartru.